# Rey Urban
Rey Urban, född 14 september 1929 i Stockholm, död 8 februari 2015, var en svensk silversmed och formgivare. 
Han var son till direktören Gustaf Urban och Sirri Ringer och från 1959 gift med Marianne Ingrid Louise Setterwall. Urban inledde sina studier vid fackavdelningen för metallarbete vid Konstfackskolan 1947 och utexaminerades från skolans högre avdelning 1951, därefter följde ett antal studieresor till Frankrike, Tyskland, Brasilien och England. Han var anställd av korpustillverkaren Chor i Danmark men arbetade huvudsakligen i det egna företaget Silversmeden Rey Urban som han startade under sin utbildningstid 1950. Han fick sitt gesällbrev 1953 och silversmedmästare 1955. Tillsammans med Claës E. Giertta ställde han ut på Hantverkshuset i Stockholm och med Lars Fleming på Kalmar museum. Han medverkade så gott som årligen i konsthantverksutställningar på Hantverkshuset i Stockholm och han var representerad i konsthantverksutställningar i Oslo, Köpenhamn, Helsingfors, New York, Rio de Janeiro och São Paulo. Urban skapade både praktiska och användbara smycken samt stramt formgivna prydnadsföremål. Urbans design kombinerade hantverksskicklighet med samtida tekniker. Bland hans oförenliga arbeten märks kandelabrar och andra silverföremål för ett 15-tal kyrkor i Sverige. Urban är representerad vid bland annat Nationalmuseum i Stockholm.